# Іполит Белланже
Жозеф Луї Іполит Белланже (фр. Joseph Louis Hippolyte Bellangé; 17 січня 1800, Париж, Франція — 10 квітня 1866, там же) — французький художник-баталіст: живописець, ілюстратор, гравер.

## Життєпис
Народився 17 січня 1800 року у Парижі. Навчався живопису під керівництвом Антуана Гро.
Творчість склалася під впливом Наполеонівських воєн та початкового періоду імперської епохи. Починав з батальних малюнків та літографій, пізніше, за винятком кількох портретів, повністю присвятив себе батальному живопису.
У 1824 році отримав медаль другого класу за історичне полотно.
У 1834 нагороджений орденом Почесного легіону, у 1861 — офіцер ордена Почесного легіону.
Лауреат премії Паризької Всесвітньої виставки 1855 року.
Помер 10 квітня 1866 року у рідному місті.
Автор численних літографій та ілюстрацій, у тому числі до книги P.-M. Laurent de L'Ardeche «Histoire de Napoleon» («Історія Наполеона», 1843).

## Галерея

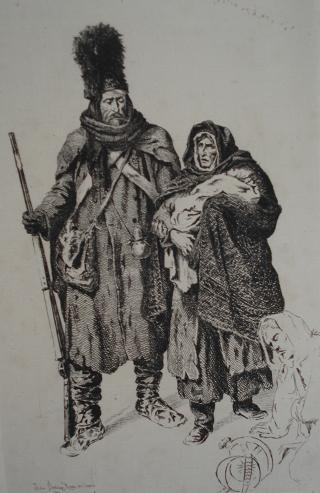
Фрагмент картини "Відступ армії Наполеона з Росії"
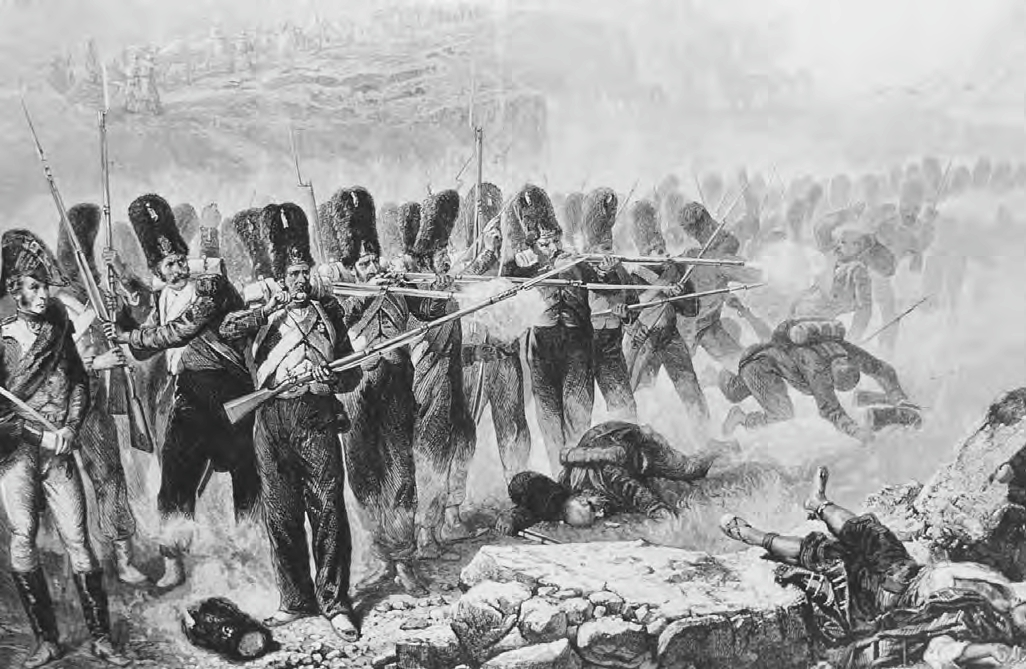
Стара гвардія
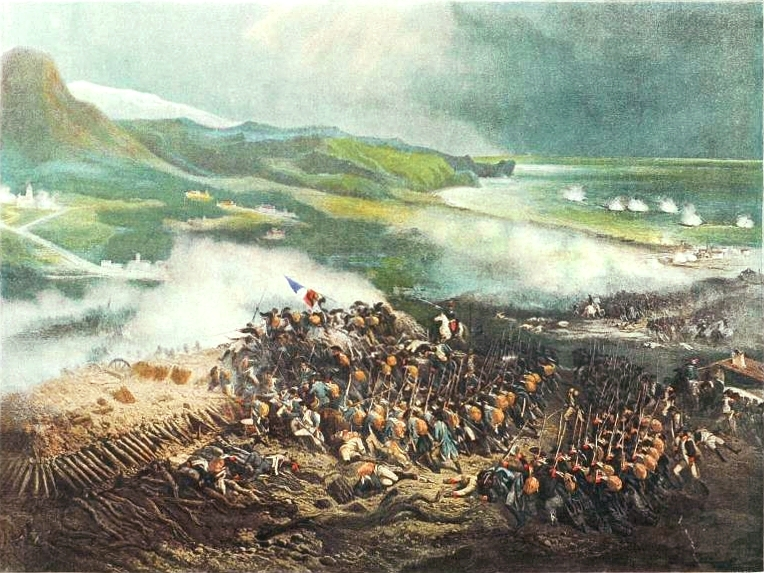
Бій при Лоано
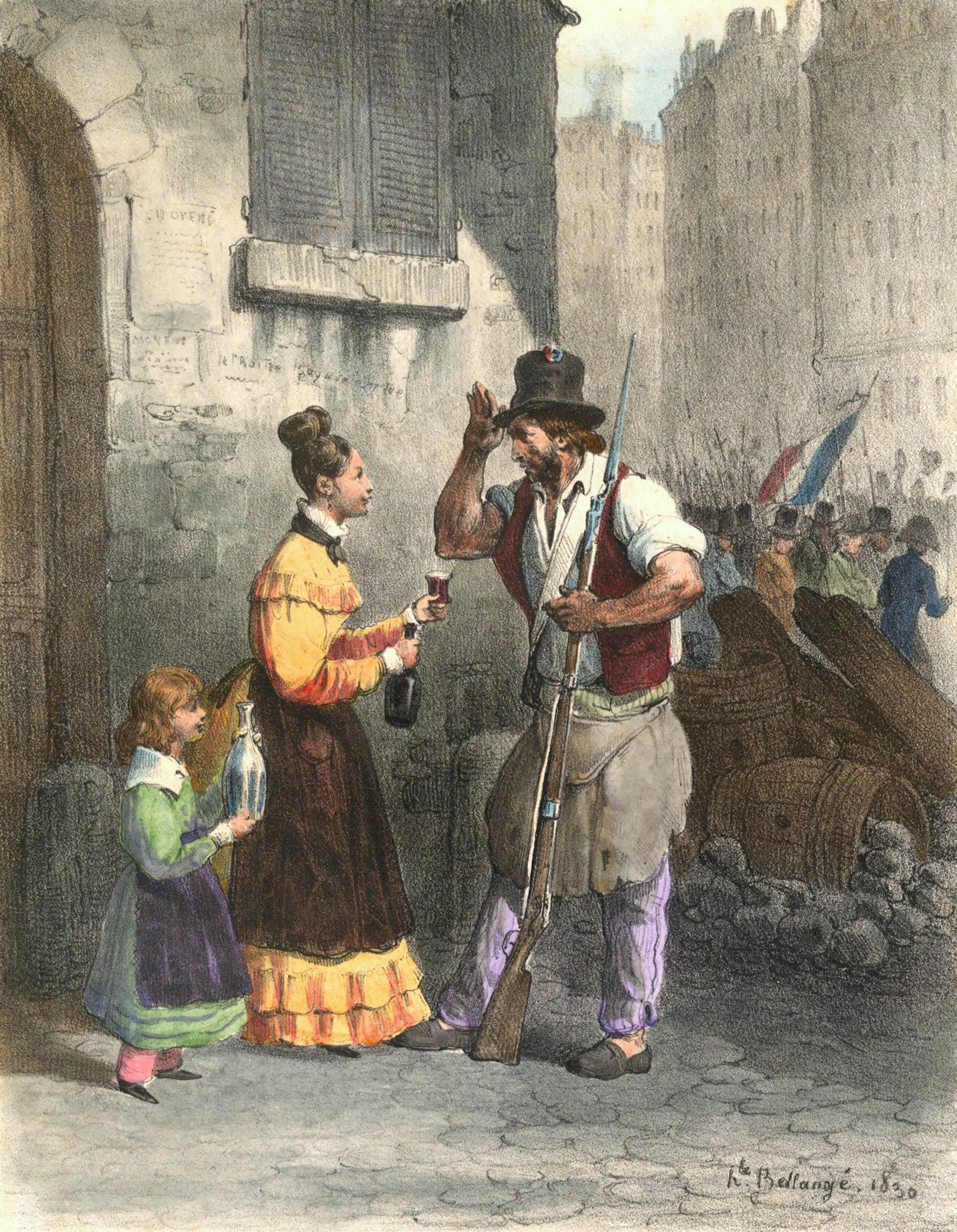
Епізод Липневої революції
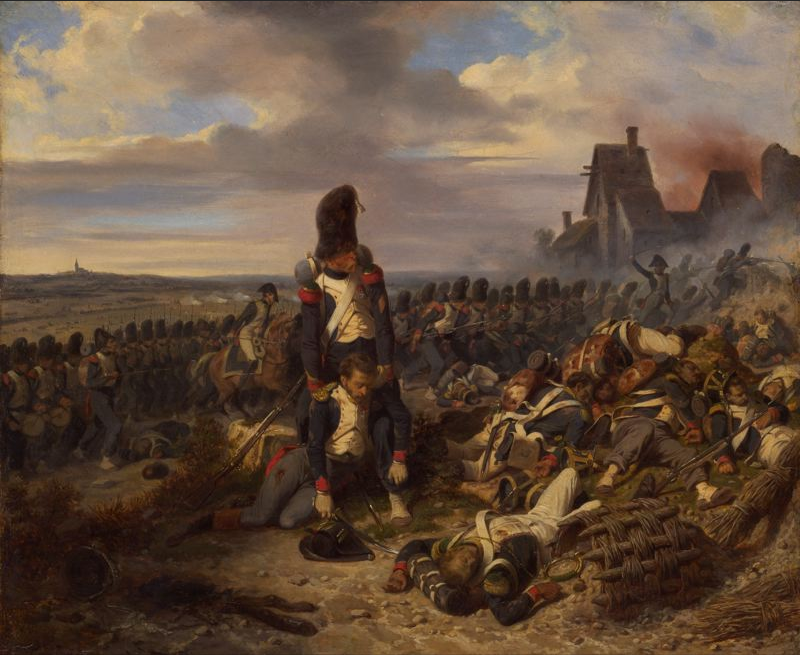
Атака піших єгерів Старої гвардії
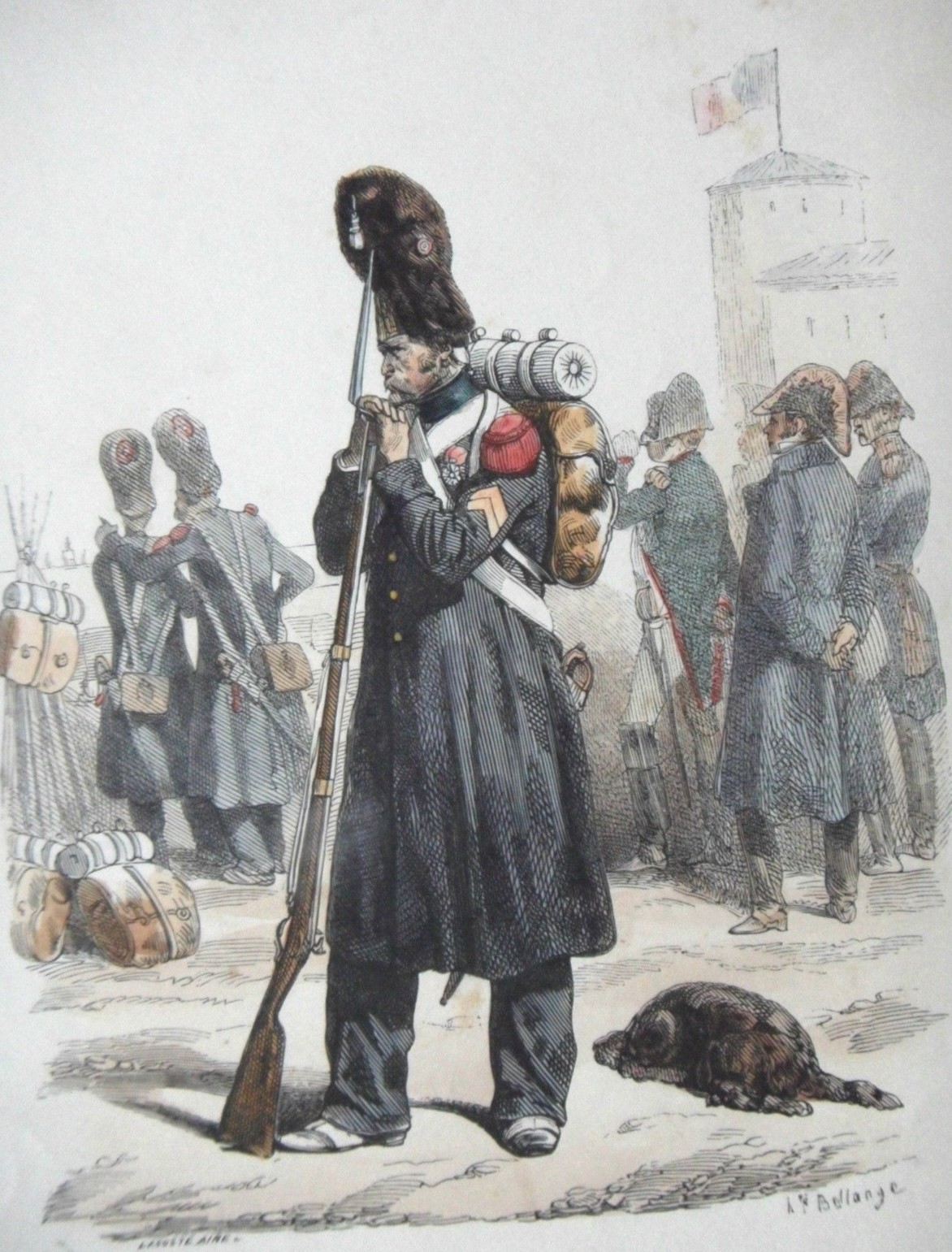
Гренадер Старої гвардії у 1813
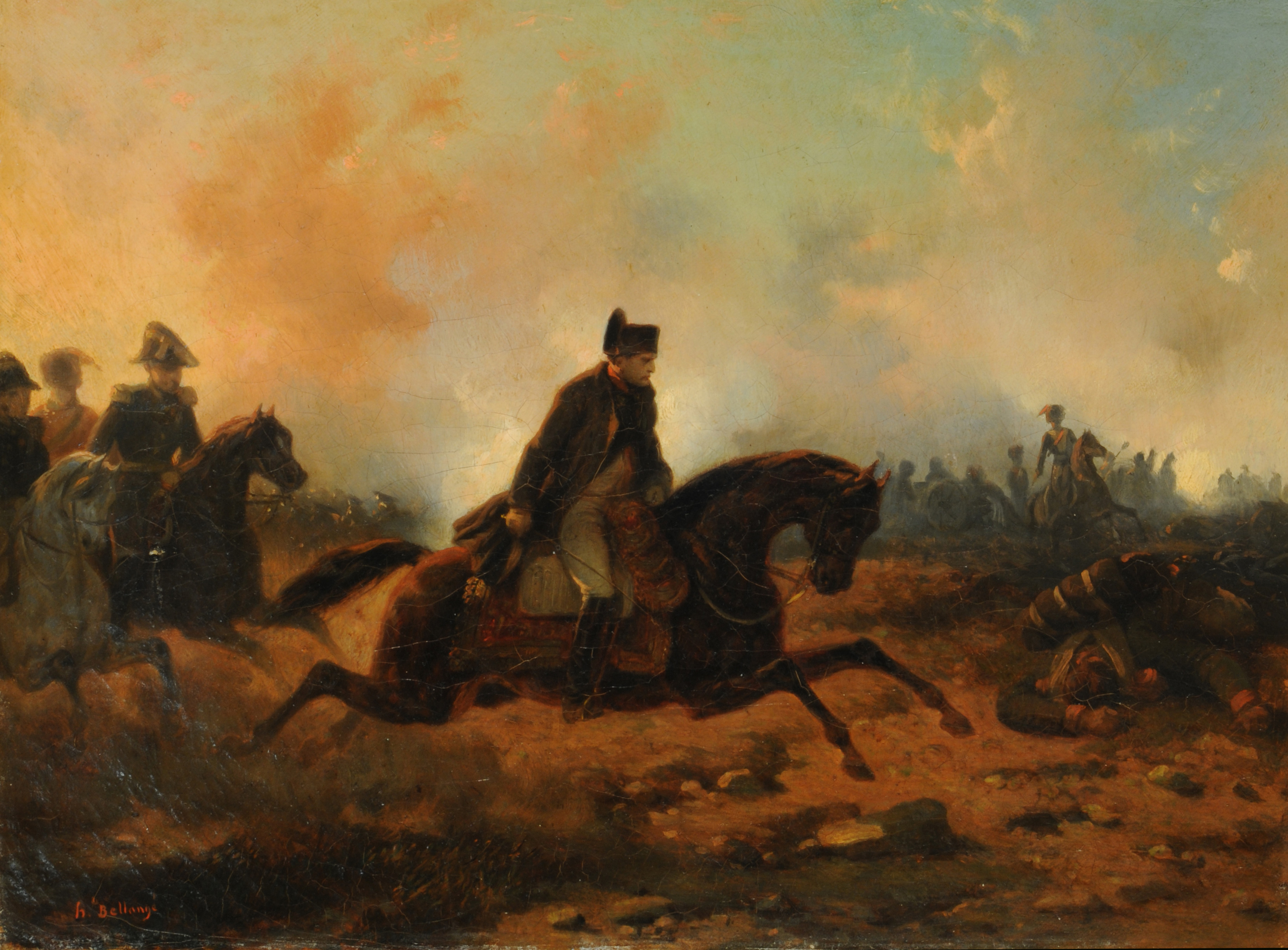
Наполеон при Ватерлоо
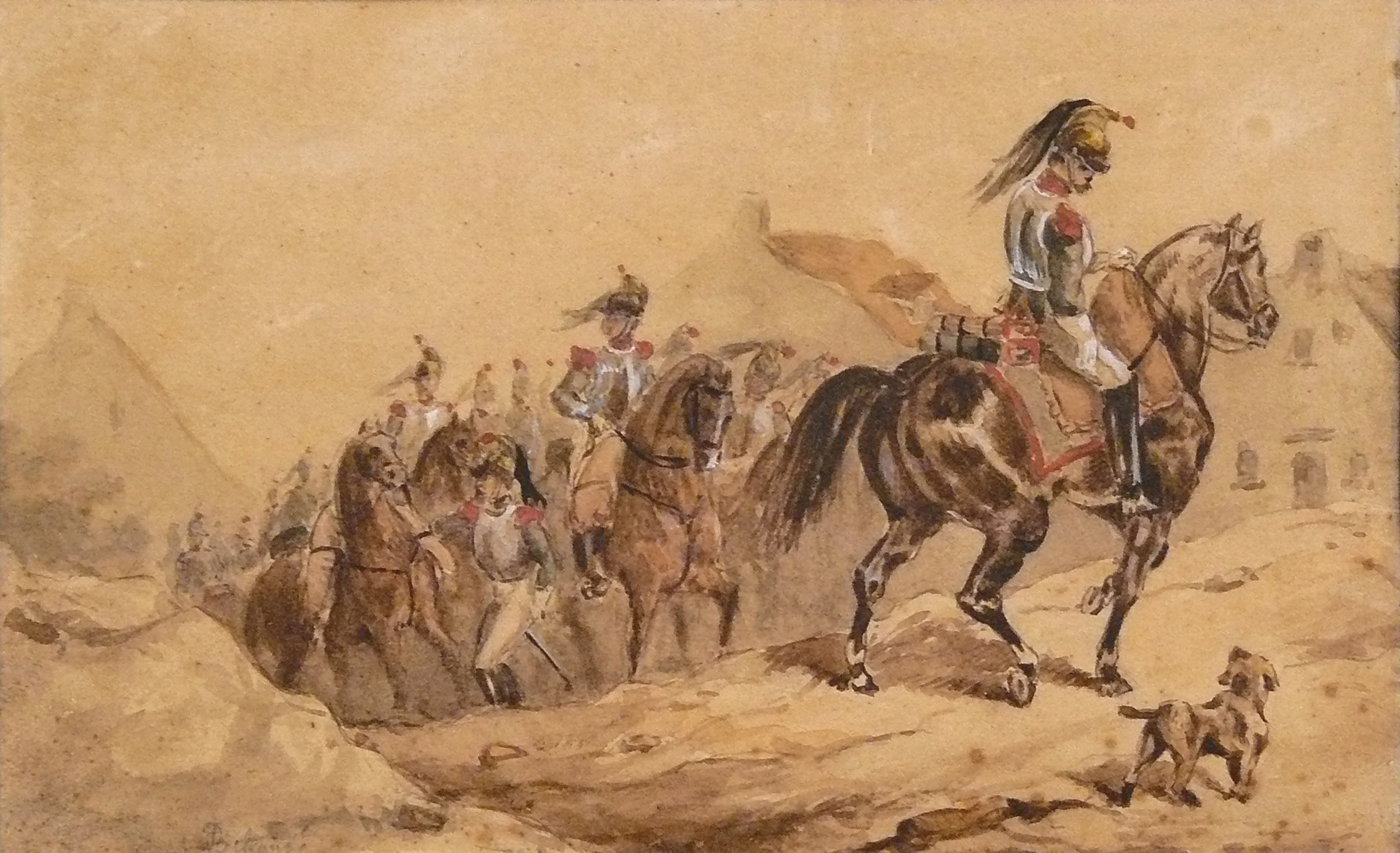
Кірасирський полк піднімається вгору

### Серія «Велика армія»

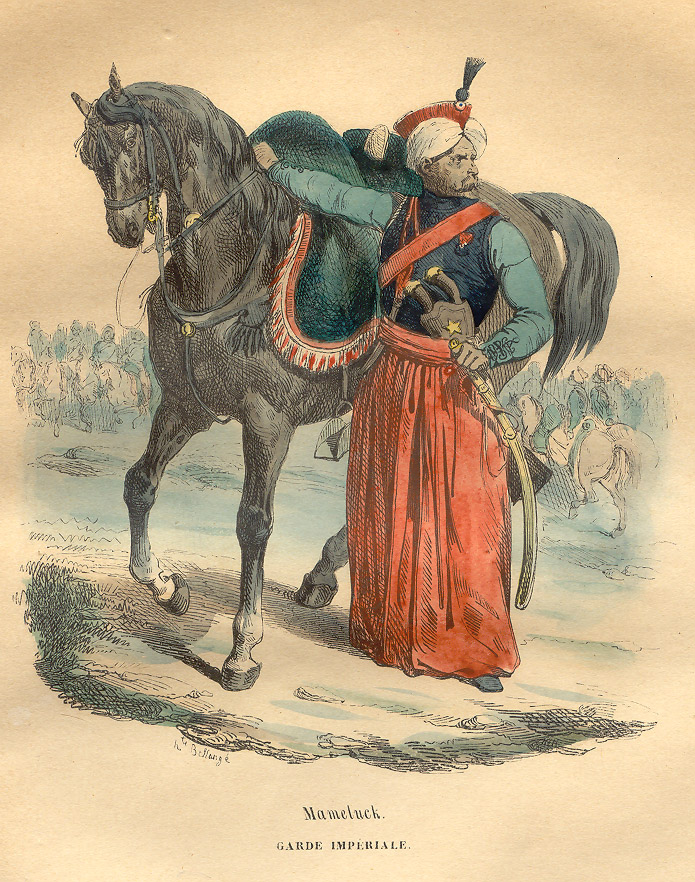
Мамлюк імператорської гвардії
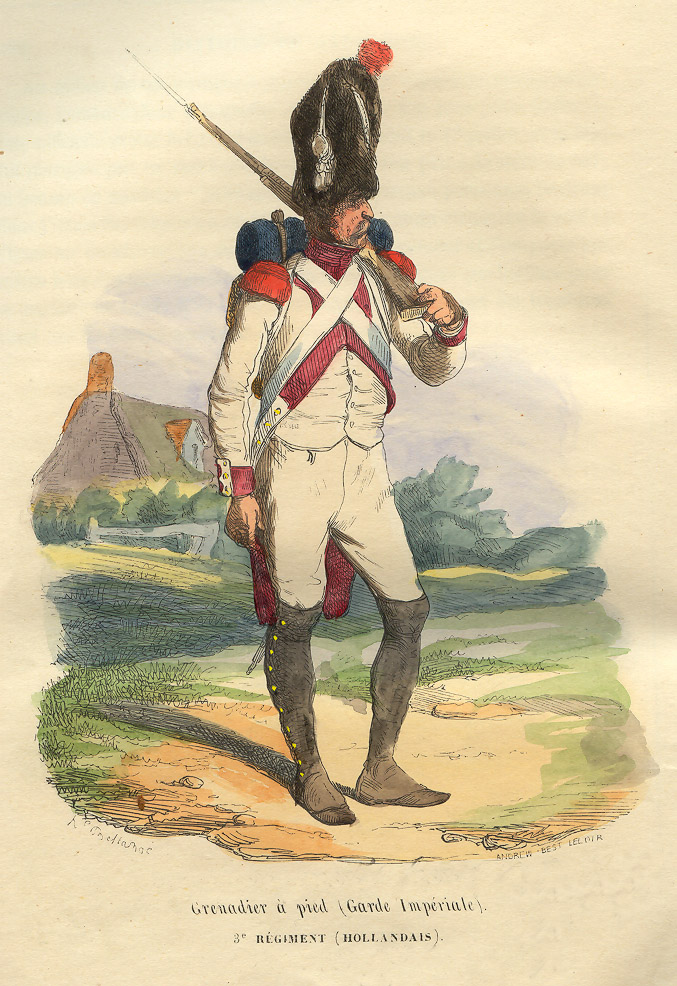
Нідерландський гренадер імператорської гвардії
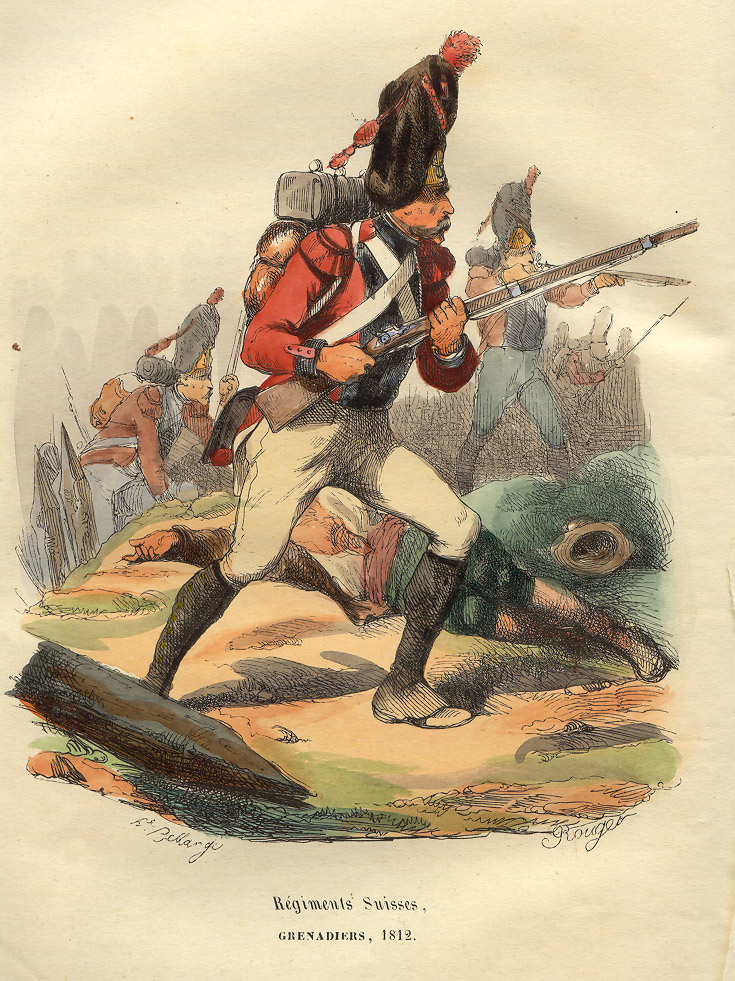
Швейцарські гренадери
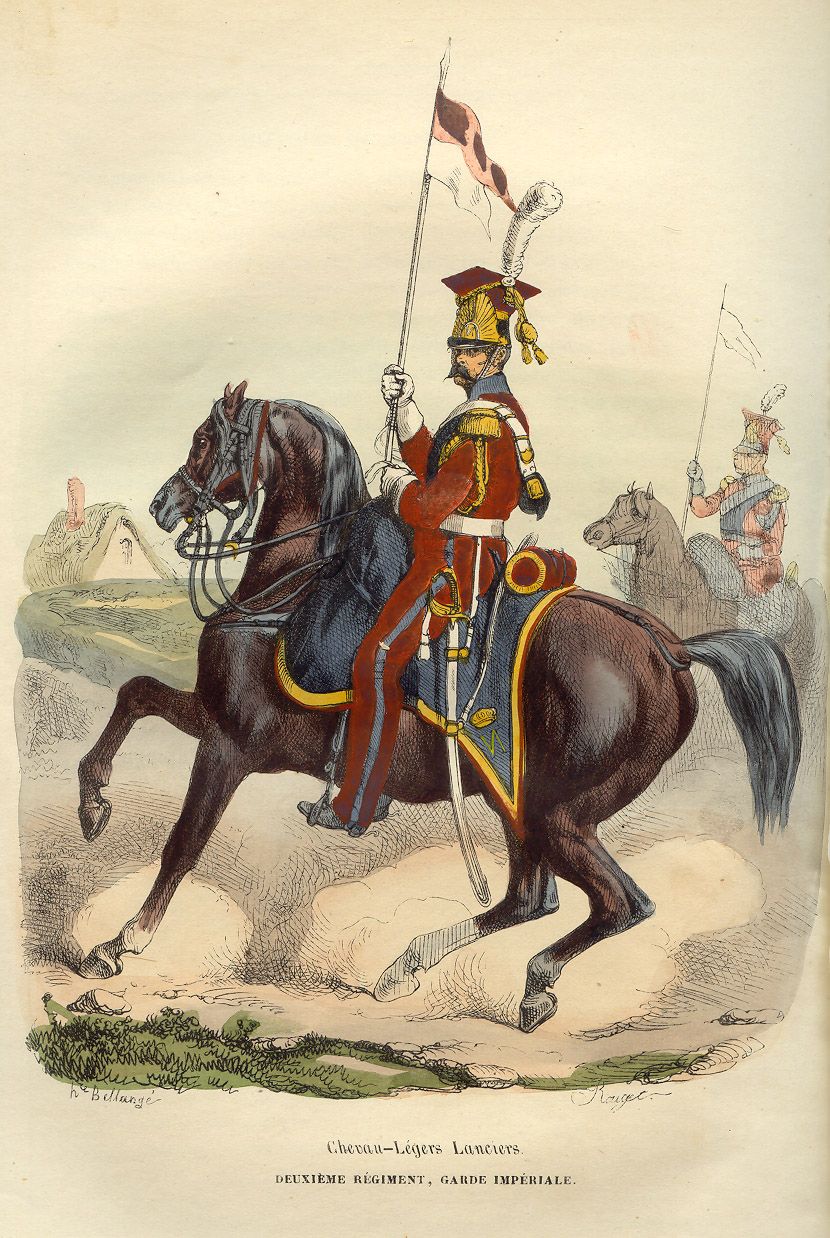
Червоний улан імператорської гвардії
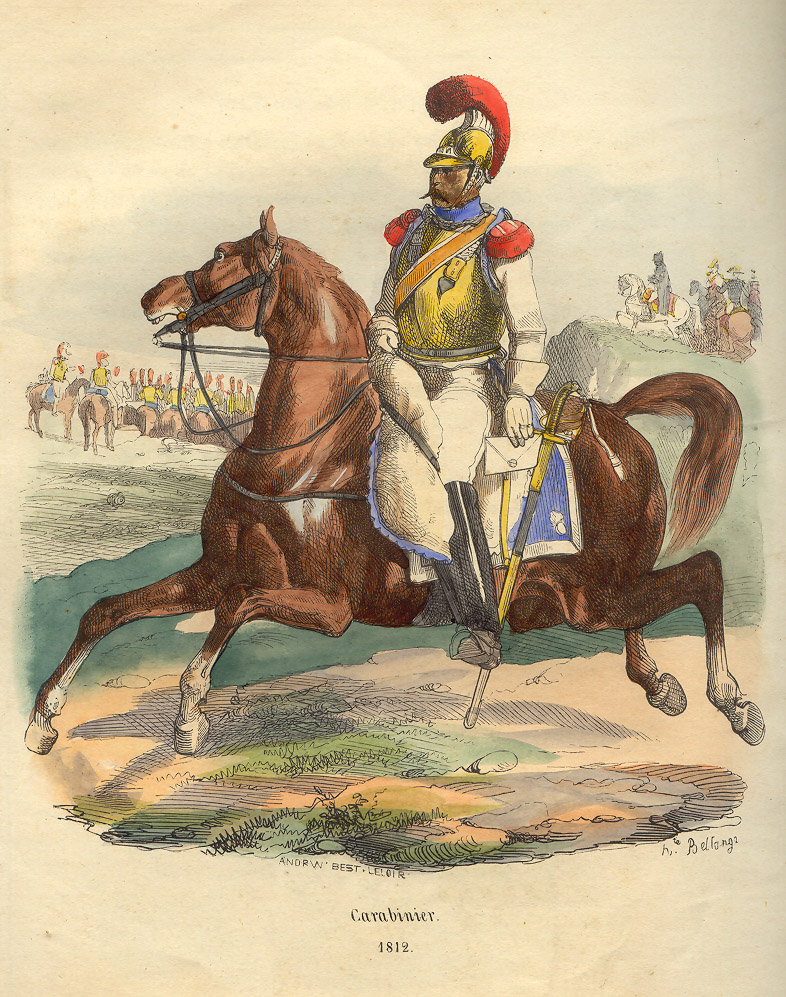
Карабинер
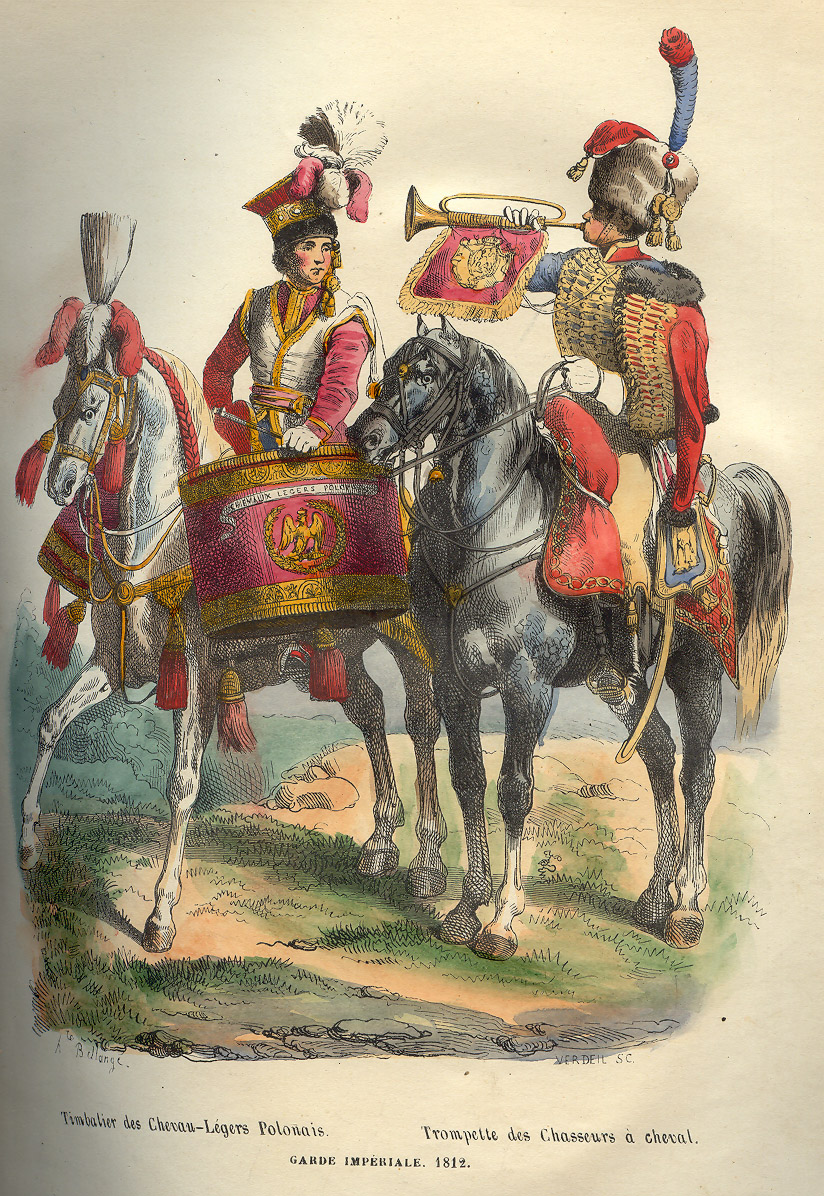
Литаврщик польських улан на французький службі та трубач Кінних єгерів імператорської гвардії
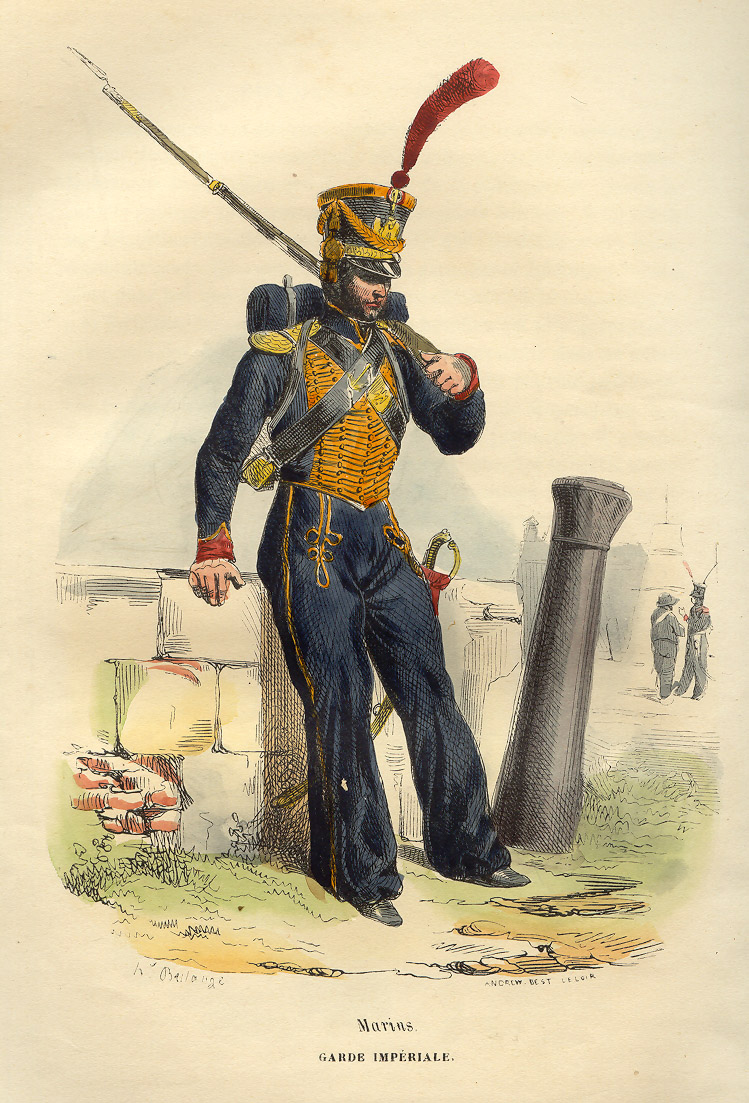
Моряк імператорської гвардії
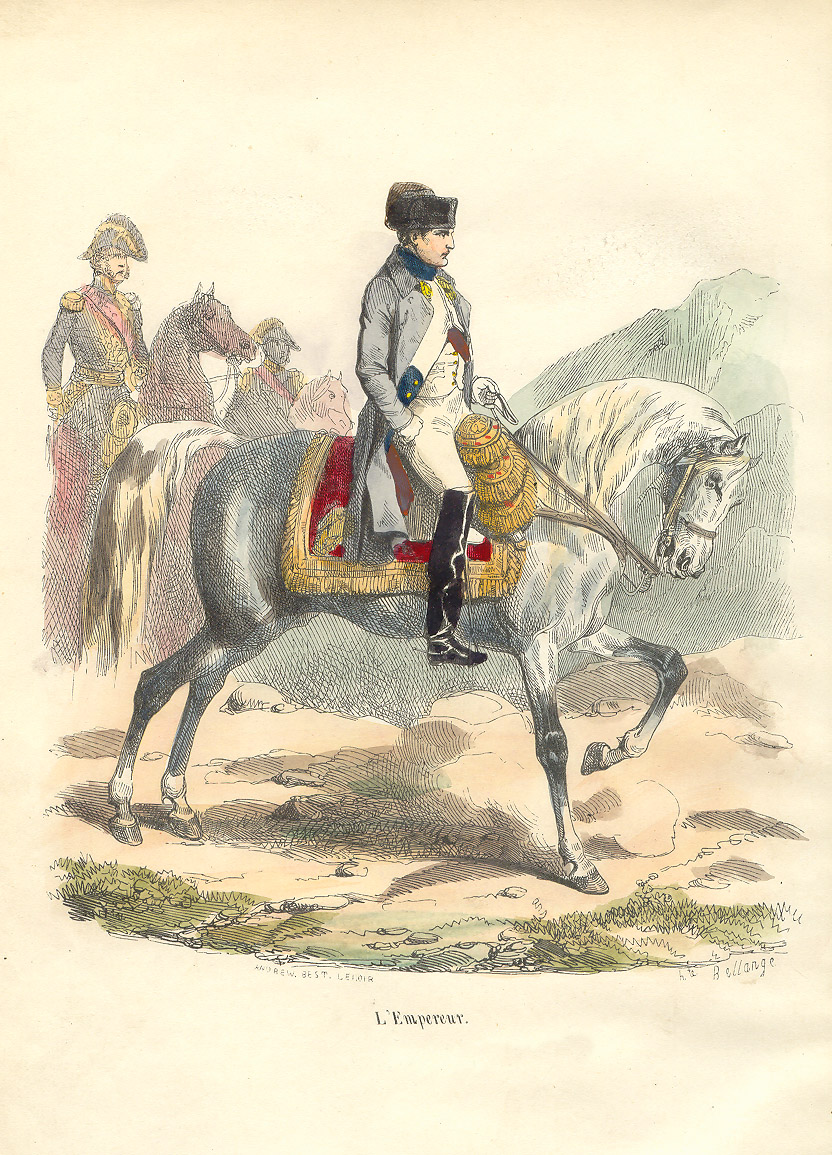
Наполеон
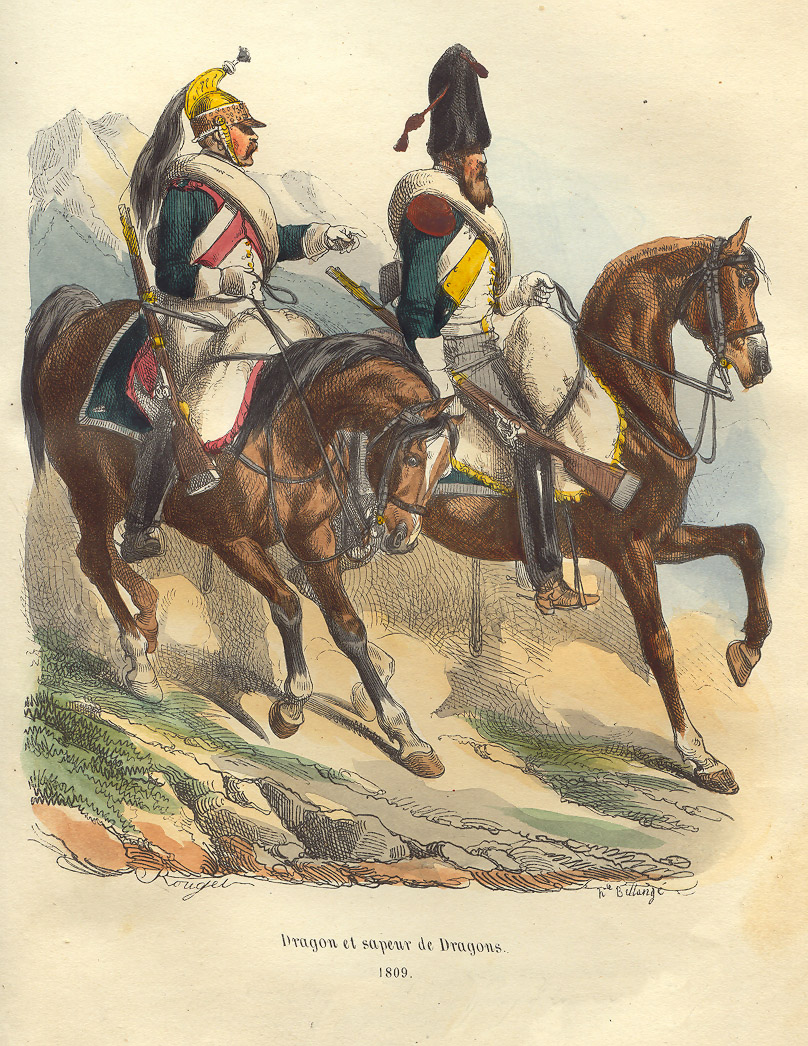
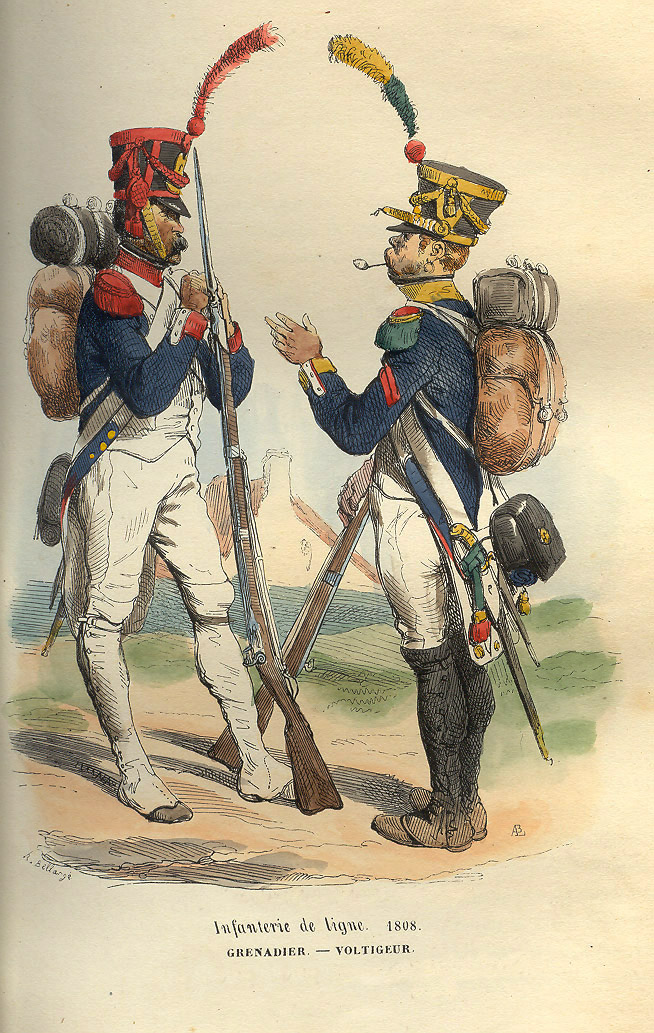
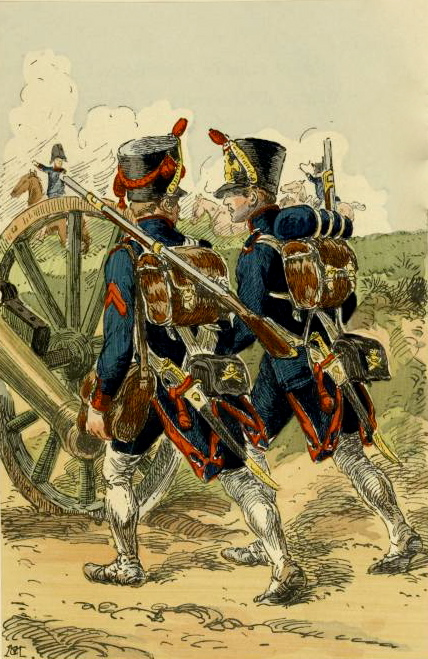